# Fasti

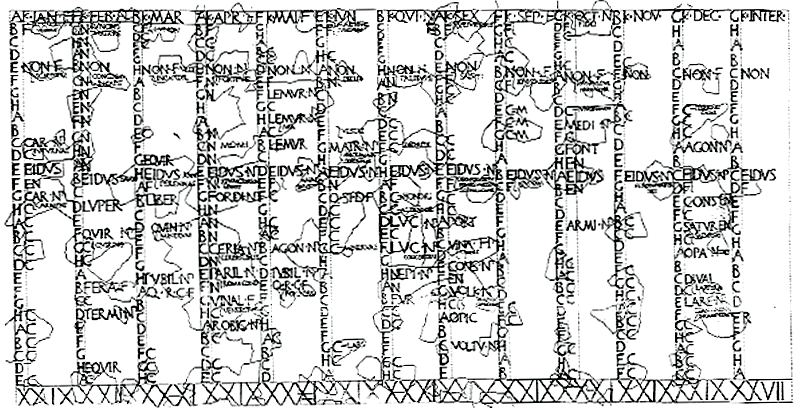
Fasti Antiates Maiores, een inscriptie van een Romeinse kalender van voor de Juliaanse kalender, met juli en augustus als Quintilis en Sextilis, en plaats voor het invoegen van een schrikkelmaand.

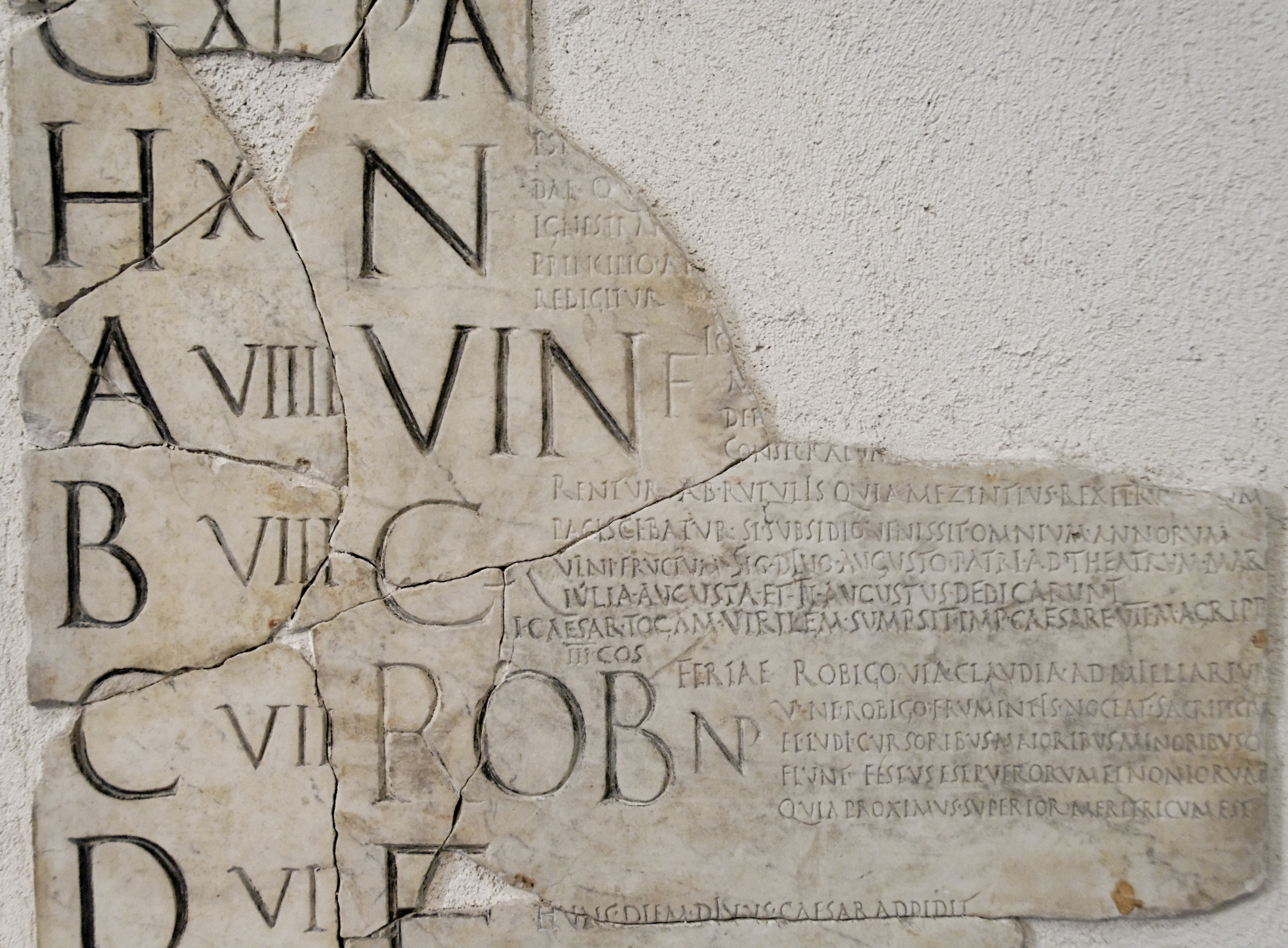
Een fragment van de Fasti Praenestini, met de opgave van de "Robigalia" (onderaan rechts).

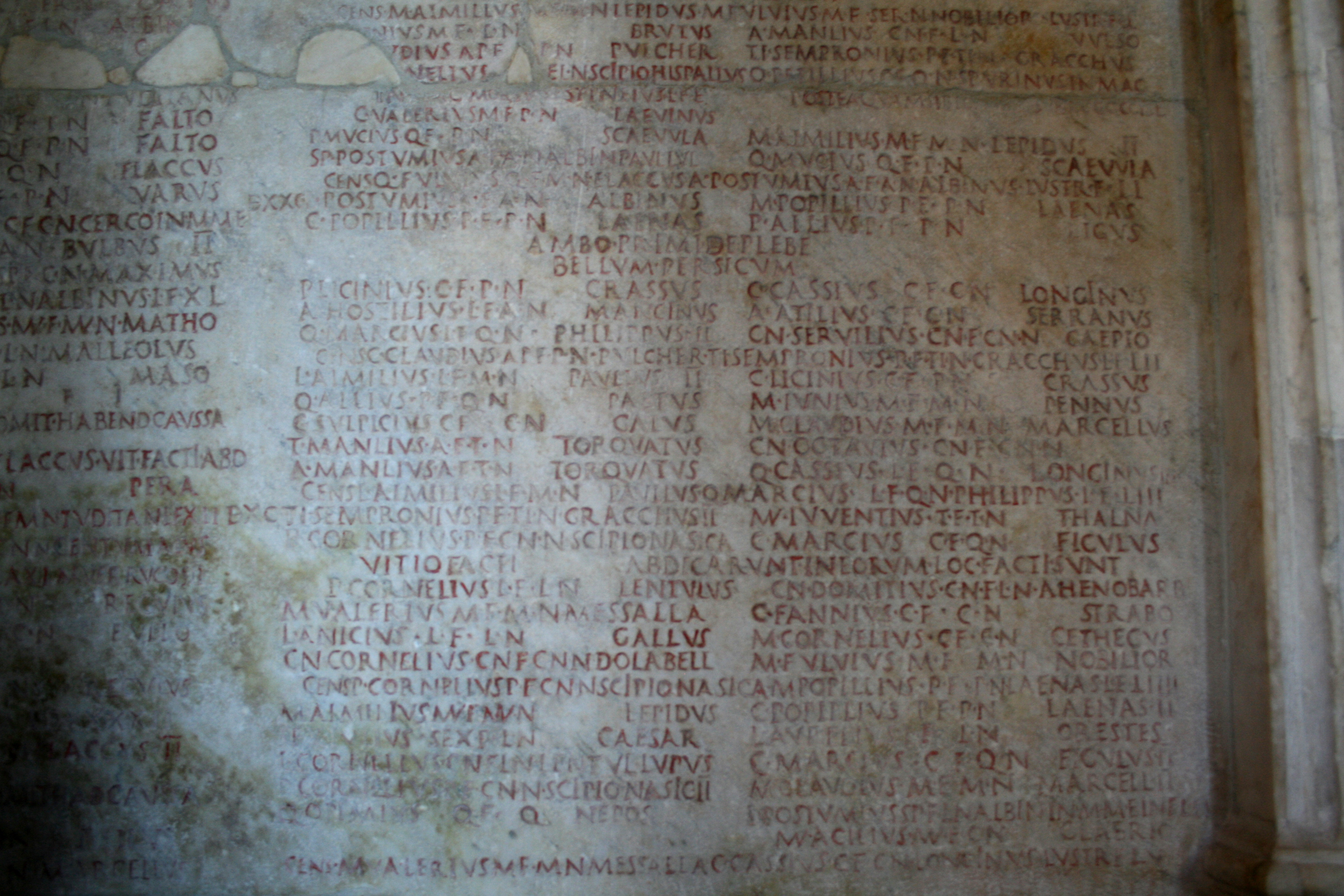
Fragment van de Fasti Capitolini.

Fasti is een Latijnse term die voor meerdere zaken in het oude Rome werd gebruikt.

## Fasti dies: rechtsdagen
De fasti dies waren rechtsdagen, waarop de praetor de woorden do, dico, addico, mocht uitspreken. In de Romeinse kalender waren zij aangeduid met de letter F. Op een dies nefastus (N) mocht dit niet.

## Fasti: Romeinse kalender
Fasti kon ook slaan op de Romeinse kalender, dit wil zeggen de optekening van de dies fasti, nefasti, intercisi, comitiales, met vermelding van de op iedere dag vallende feesten, spelen en offers, waarbij nog aantekeningen gevoegd waren omtrent geschiedkundige gebeurtenissen, en omtrent de op- en ondergang van verschillende sterrenbeelden. Deze kalender werd opgemaakt door de pontifices. Een gedeelte daarvan, de dies fasti, is voor het eerst door Gnaius Flavius in 304 v.Chr. uitgegeven.
Een dichterlijke bewerking heeft Publius Ovidius Naso gegeven in zijn Fasti, die de eerste zes maanden van het jaar behandelen.
Verder verdienen vermeld te worden de fasti Praenestini van Marcus Verrius Flaccus.

## Fasti: lijsten van ambtsdragers, priester en triomftochten
Fasti kon ten slotte ook verwijzen naar de lijsten van jaarlijks wisselende ambtsdragers (fasti consulares, praetorii), van de priesters (fasti sacerdotales, fasti fratrum arvalium), en van de in ieder jaar gevierde triomftochten (fasti triumphales).
Van hetgeen nog uit de oudheid over is, zijn wel het meest bekend de zogenaamde Fasti Capitolini, een chronologische lijst van de consules, censores, dictatores en magistri equitum, die in 34 v.Chr. aan de buitenmuur van de Regia werd aangebracht.
Later (in 12 v.Chr.) werd een relaas van zegetochten (fasti triumphales of beter acta triumphorum) op afzonderlijke pijlers hieraan toegevoegd.

## Referentie
- art. Fasti, in J.G. Schlimmer - Z.C. De Boer, Woordenboek der Grieksche en Romeinsche Oudheid, Haarlem, 19203, pp. 273-274.